# Liste der Stolpersteine in Oppenheim
Die Liste der Stolpersteine in Oppenheim enthält alle Stolpersteine, die im Rahmen des gleichnamigen Kunst-Projekts von Gunter Demnig in Oppenheim verlegt und gefunden wurden. Mit ihnen soll an Opfer des Nationalsozialismus erinnert werden, die in Oppenheim lebten und wirkten.

## Verlegte Stolpersteine
| Adresse, Lage                                              | Name, Inschrift                                                                                     | Verlegedatum  | Bild                    | weitere Informationen |
| ---------------------------------------------------------- | --------------------------------------------------------------------------------------------------- | ------------- | ----------------------- | --- |
| Friedrich-Ebert-Straße 70 (ehemals Ernst-Ludwig-Straße 70) | HIER WOHNTE ARTHUR BOCKMANN JG. 1892 DEPORTIERT PIASKI ERMORDET 1942                                | 2. Aug. 2008  |                         | geboren am 21. Januar 1892 in Oppenheim |
| Friedrich-Ebert-Straße 70 (ehemals Ernst-Ludwig-Straße 70) | HIER WOHNTE MARTHA BOCKMANN GEB. MANN DEPORTIERT PIASKI ERMORDET 1942                               | 2. Aug. 2008  |                         | geboren am 17. März 188? in Worms-Pfiffligheim |
| Friedrich-Ebert-Straße 70 (ehemals Ernst-Ludwig-Straße 70) | HIER WOHNTE RUTH REGINA BOCKMANN JG. 1920 KINDERTRANSPORT 1939 ENGLAND ÜBERLEBT                     | 2. Aug. 2008  |                         | geboren am 16. August 1920 in Oppenheim |
| Kirchstraße 19                                             | HIER WOHNTE HERMANN KOCH JG. 1881 DEPORTIERT ERMORDET IN MINSK                                      | 2. Aug. 2008  |                         | geboren am 26. Oktober 1881 in Oppenheim |
| Kirchstraße 19                                             | HIER WOHNTE JOHANNA KOCH GEB. WANGERSHEIM JG. 1887 DEPORTIERT ERMORDET IN MINSK                     | 2. Aug. 2008  |                         | geboren am 3. März 1887 in Nürnberg |
| Krämerstraße 18                                            | HIER WOHNTE ROSALIE LÖB GEB. BOCKMANN JG. 1886 DEPORTIERT PIASKI ERMORDET 1942                      | 2. Aug. 2008  |                         | geboren am 13. September 1886 in Oppenheim |
| Krämerstraße 18                                            | HIER WOHNTE LUDWIG LÖB JG. 1921 FLUCHT 1939 ENGLAND                                                 | 2. Aug. 2008  | Stolperstein Ludwig Lob | geboren am 9. Mai 1921 in Oppenheim |
| Rohrgasse 2                                                | HIER WOHNTE KARL HERTZ JG. 1878 TOT 1940                                                            | 10. Sep. 2010 |                         | geboren am 11. Mai 1878 in Oppenheim |
| Rohrgasse 2                                                | HIER WOHNTE ROSA HERTZ GEB. MAY JG. 1884 DEPORTIERT ERMORDET IN THERESIENSTADT                      | 10. Sep. 2010 |                         | geboren am 20. April 1884 in Wöllstein |
| Mainzer Straße 37                                          | HIER WOHNTE BERTHA NEUMANN GEB. BÄR JG. 1856 FLUCHT 1939 HOLLAND TOT 8.12.1940 ZUTPHEN              | 5. Okt. 2012  |                         | geboren am 28. August 1856 in Groß Winternheim |
| Mainzer Straße 37                                          | HIER WOHNTE ALEX MANNHEIMER JG. 1888 DEPORTIERT 1942 THERESIENSTADT BEFREIT / ÜBERLEBT              | 5. Okt. 2012  |                         | geboren am 4. Februar 1888 in Worms |
| Mainzer Straße 37                                          | HIER WOHNTE ERNA MANNHEIMER GEB. NEUMANN JG. 1890 DEPORTIERT 1942 THERESIENSTADT BEFREIT / ÜBERLEBT | 5. Okt. 2012  |                         | geboren am 13. Dezember 1890 in Oppenheim |
| Mainzer Straße 37                                          | HIER WOHNTE JULIUS MANNHEIMER JG. 1922 FLUCHT 1939 ENGLAND TOT 1942                                 | 5. Okt. 2012  |                         | geboren am 16. Oktober 1922 in Worms |
| Mainzer Straße 37                                          | HIER WOHNTE KAROLA MANNHEIMER JG. 1924 FLUCHT 1939 SCHWEIZ USA ÜBERLEBT                             | 5. Okt. 2012  |                         | geboren am 1. Oktober 1924 in Worms |
| Mainzer Straße 43                                          | HIER WOHNTE LINA HIRSCH GEB. KELLER DEPORTIERT 1942 THERESIENSTADT 1942 TREBLINKA ERMORDET          | 5. Okt. 2012  |                         | geboren am 25. Mai 1868 in Gimbsheim |
| Mainzer Straße 43                                          | HIER WOHNTE NORBERT SPIEGEL JG. 1900 DEPORTIERT ERMORDET IN LODZ                                    | 5. Okt. 2012  |                         | geboren am 11. März 1900 in Warendorf / Ennigerloh / Versmold? (Halbbruder von Hugo Spiegel, Walter Spiegel somit „HalbCousin“ von Paul Spiegel, ehm. Präsident des Zentralrats) |
| Mainzer Straße 43                                          | HIER WOHNTE ELISABETH SPIEGEL GEB. HIRSCH JG. 1894 DEPORTIERT ERMORDET IN LODZ                      | 5. Okt. 2012  |                         | geboren am 12. Dezember 1894 in Gimbsheim |
| Mainzer Straße 43                                          | HIER WOHNTE WALTER SPIEGEL JG. 1926 FLUCHT 1939 SCHWEIZ ÜBERLEBT                                    | 5. Okt. 2012  |                         | geboren am 26. Dezember 1926 in Oppenheim |
| Mainzer Straße 43                                          | HIER WOHNTE HENNI SPIEGEL JG. 1930 DEPORTIERT 1941 ERMORDET IN LODZ                                 | 5. Okt. 2012  |                         | geboren am 18. April 1930 in Oppenheim |
| Vorstädter Straße 45                                       | HIER WOHNTE HERMANN HIRSCH JG. 1861 UNFREIWILLIG VERZOGEN 1939 FRANKFURT TOT 1939                   | 5. Okt. 2012  |                         | geboren am 18. Februar 1861 in Schornsheim |
| Vorstädter Straße 45                                       | HIER WOHNTE LUDWIG HIRSCH JG. 1896 DEPORTIERT 1943 THERESIENSTADT ERMORDET 1943                     | 5. Okt. 2012  |                         | geboren am 6. Oktober 1896 in Nierstein |
| Vorstädter Straße 45                                       | HIER WOHNTE RECHA HIRSCH GEB. MAYER JG. 1894 DEPORTIERT 1943 ERMORDET IN AUSCHWITZ                  | 5. Okt. 2012  |                         | geboren am 26. Mai 1894 in Groß-Gerau |
| Vorstädter Straße 45                                       | HIER WOHNTE EDMUND HIRSCH JG. 1922 ´SCHUTZHAFT´ 1938 BUCHENWALD TOT 27.12.1938                      | 5. Okt. 2012  |                         | geboren am 5. Oktober 1922 in Nierstein |
| Vorstädter Straße 45                                       | HIER WOHNTE JAKOB KURT HIRSCH JG. 1928 DEPORTIERT 1942 THERESIENSTADT 1944 AUSCHWITZ ERMORDET       | 5. Okt. 2012  |                         | geboren am 30. April 1928 in Oppenheim |
| Wormser Straße 17                                          | HIER WOHNTE ALFRED SELIGMANN JG. 1873 DEPORTIERT ERMORDET IN AUSCHWITZ                              | 5. Okt. 2012  |                         | geboren am 21. November 1873 in Oppenheim |
| Wormser Straße 33                                          | HIER WOHNTE HUGO LOEB JG. 1882 DEPORTIERT 1941 PIASKI ERMORDET 1942 AUSCHWITZ                       | 5. Okt. 2012  |                         | geboren am 11. März 1882 in Monsheim |
| Wormser Straße 33                                          | HIER WOHNTE JOHANNA LOEB GEB. BOCKMANN JG. 1883 DEPORTIERT 1942 PIASKI ERMORDET 1942                | 5. Okt. 2012  |                         | geboren am 21. Januar 1883 in Oppenheim |
| Wormser Straße 33                                          | HIER WOHNTE KURT LOEB JG. 1910 FLUCHT 1939 USA ÜBERLEBT                                             | 5. Okt. 2012  |                         | geboren am 25. Dezember 1910 in Oppenheim |
| Wormser Straße 33                                          | HIER WOHNTE ROBERT LOEB JG. 1907 DEPORTIERT 1942 PIASKI ERMORDET 1942                               | 5. Okt. 2012  |                         | geboren am 26. Februar 1907 in Oppenheim |
| Wormser Straße 33                                          | HIER WOHNTE BETTY LOEB GEB. EPSTEIN JG. 1906 DEPORTIERT 1942 PIASKI ERMORDET 1942                   | 5. Okt. 2012  |                         | geboren am 12. November 1906 in Goch/Main |
| Wormser Straße 33                                          | HIER WOHNTE LUDWIG WERNER LOEB JG. 1931 DEPORTIERT 1942 PIASKI ERMORDET 1942                        | 5. Okt. 2012  |                         | geboren am 30. November 1931 in Mainz |
| Krämerstraße 16                                            | HIER WOHNTE RUDOLF GRUBER JG. 1893 IM WIDERSTAND AUF DEM KORNSAND ERMORDET 21.3.1945                | 22. Juni 2013 |                         | |

(Diese Liste wurde ermöglicht durch die tatkräftige Unterstützung von Frau Johanna Stein / Oppenheim)